# تشارلز بيترسن
تشارلز بيترسن (بالدنماركية: Charles Petersen)‏ (13 ديسمبر 1902 – 28 نوفمبر 1979) هو ملاكم دنماركي راحل، مثّل بلاده في الألعاب الأولمبية الصيفية 1924.

## روابط خارجية
تشارلز بيترسن على موقع أوليمبيديا (الإنجليزية)